# Cumulopuntia recurvata
Cumulopuntia recurvata là một loài thực vật có hoa trong họ Cactaceae. Loài này được Gilmer & H.P.Thomas mô tả khoa học đầu tiên năm 2001.